# Tahia Carioca
Tahia Carioca (àrab: تحية كاريوكا, Taḥiya Kāriyūkā), nom artístic d'Abla Muhammad Karim (el Caire, 22 de febrer de 1915 - el Caire 20 de setembre de 1999), va ser una actriu i ballarina de dansa del ventre egípcia. A més, també va fer d'actriu de teatre i, més tard, de televisió, especialment en sèries. Fou una figura molt prolífica i controvertida, anomenada sovint com la «reina de la dansa del ventre».

## Dansa
Tahia Carioca va formar-se en dansa clàssica, amb Ivanova, com Samia Gamal, a més de dansa del ventre. Ràpidament es va sentir fascinada per les percussions i ritmes brasilers, i al començament de la seva carrera, als anys 30, a la companyia de Badia Masabni, obria els espectacles amb un número de samba. És per això que es va guanyar el sobrenom i nom artístic de carioca. Va demanar als seus músics que incorporessin ritmes brasilers a les seves composicions de percussió i així va poder fusionar la dansa del ventre amb moviments i influències de la samba.
També a la companyia de Badia Massabni va coincidir amb Samia Gamal. La competència entre Tahia i Samia era molt forta, però les dues van sortir-se'n de manera exitosa gràcies al fet que l'estil desenvolupat per cada una d'elles era molt diferent.

## Cinema
Com a actriu de cinema va tenir el seu primer paper de protagonista l'any 1935, a La femme et le pantin, i va participar en més de 120 pel·lícules més. La carrera d'actriu la va desenvolupar en paral·lel amb la de ballarina, que no va deixar de banda.
- Mercedes (1993)
- Iskanderiya, kaman wi kaman (Alexandria Again and Forever) (1990)
- Weda'an Bonapart (Adieu Bonaparte) (1985)
- Saqqa mat, al- (The Water-Carrier Is Dead) (Film, 1977)
- El-Karnak, (Karnak Café) (1975)
- Sabah El Kheir ya Zawgaty El Aziza- (Good Morning, My Dear Wife) (1969)
- The Last-Born (1966)
- Tareek, al- (The Road) (1964)
- Omm el aroussa (Mother of the Bride) (1963)
- Hob hatta El Ebada (Divine Love) (1959)
- Shabab Emraa (A Woman's Youth), also known as The Leech (1956)
- Rommel's Treasure (1955)
- Hira wa chebab Ana zanbi eh? (Is It My Fault?) (1953)
- Ibn al ajar (A Child for Rent) (1953)
- Muntasir, El (The Conqueror) (1952)
- Omm el katila, El (The Criminal Mother) (1952)
- Zuhur el fatina, El (The Charming Flowers) (1952)
- Feiruz hanem (Mrs. Feiruz) (1951)
- Ibn el halal (The True-born Son) (1951)
- Khadaini abi (My Father Deceived Me) (1951)
- Akbal el bakari (A Large Family) (1950)
- Ayni bi-triff (My Eye Is Winking) (1950)
- Aheb el raks (I Like Dancing) (1949)
- Amirat el djezira (The Princess of the Island) (1949)
- Katel, El (The Murderer) (1949)
- Mandeel al helu (The Beauty's Veil) (1949)
- Hub wa junun (Love and Madness) (1948)
- Ibn el fellah (The Peasant's Son) (1948)
- Yahia el fann (Long Live Art) (1948)
- Li'bat al sitt (The Lady's Puppet) (1946)
- Ma akdarshi (I Can't Do It) (1946)
- Najaf (1946)
- Sabr tayeb, El (Have Patience) (1946)
- Aheb el baladi (I Like Home Cooking) (1945)
- Hub El awal, El (First Love) (1945)
- Lailat el jumaa (Friday Evening) (1945)
- Naduga (1944)
- Rabiha-takiet el ekhfaa (The Magic Hat) (1944)
- Taqiyyat al ikhfa (1944)
- Ahlam El shabab (Dreams of Youth) (1943)
- Ahib Al ghalat (I Like Mistakes) (1942)

## Curiositats
Na Tahia Carioca va contraure matrimoni catorze vegades; el seu pare ho havia fet set cops. Un dels marits va ser Rushdy Abaza, que més tard es casaria amb la també ballarina de dansa del ventre Samia Gamal.